# Not Dead Yet
Not Dead Yet es una serie de televisión de comedia de situación estadounidense creada por David Windsor y Casey Johnson. La serie se estrenó el 8 de febrero de 2023 en ABC. En mayo de 2023, la serie fue renovada para una segunda temporada, que se estrenó el 7 de febrero de 2024. En mayo de 2024, la serie fue cancelada tras dos temporadas.

## Reparto

### Principales
- Gina Rodriguez como Nell Serrano
- Hannah Simone como Sam
- Lauren Ash como Lexi
- Rick Glassman como Edward
- Joshua Banday como Dennis
- Angela E. Gibbs como Cricket
- Brad Garrett como Duncan Rhodes (temporada 2)

### Recurrentes
- Maile Flanagan como Tina
- Jimmy Bellinger como Mason
- Jesse Garcia como TJ (temporada 2)

### Invitados
- Martin Mull como Monty
- Mo Collins como Jane Marvel
- Brittany Snow como Piper
- Don Lake como Rand
- Julia Sweeney como Terri Lawrence
- Tony Plana como Carlos Garza
- Paula Pell como Marlena
- Ed Begley Jr. como Bill
- Telma Hopkins como Susie
- Rhea Perlman como Janice
- Ed Weeks como Phillip
- Adhir Kalyan como Keith
- Nico Santos como Teddy
- Lidia Porto como Diana
- Tommy Martinez como Andres
- Annie O'Donnell como Estelle
- Wendie Malick como Mary Sue Manners
- Rob Corddry como Andrew
- Cedric Yarborough como Paul
- Chelsea Handler como Sharon
- Marla Gibbs como Nana Sugar
- Matt Walsh como Frederick P. Moreau
- Jenifer Lewis como Donna
- Malcolm Barrett como Quentin

## Episodios
| Temporada | Temporada | Episodios | Episodios | Emisión original     | Emisión original    |
| Temporada | Temporada | Episodios | Episodios | Primera emisión      | Última emisión      |
| --------- | --------- | --------- | --------- | -------------------- | ------------------- |
|           | 1         | 13        | 13        | 8 de febrero de 2023 | 3 de mayo de 2023   |
|           | 2         | 10        | 10        | 7 de febrero de 2024 | 24 de abril de 2024 |

### Primera temporada (2023)
| N.º en serie | N.º en temp. | Título                       | Dirigido por     | Escrito por                                                    | Fecha de emisión original | Código de prod. | Audiencia (millones) |
| ------------ | ------------ | ---------------------------- | ---------------- | -------------------------------------------------------------- | ------------------------- | --------------- | -------------------- |
| 1            | 1            | «Pilot»                      | Dean Holland     | Casey Johnson y David Windsor                                  | 8 de febrero de 2023      | 1JVN01          | 3.61                 |
| 2            | 2            | «Not a Tiger Yet»            | Todd Holland     | Marc Firek                                                     | 8 de febrero de 2023      | 1JVN02          | 2.88                 |
| 3            | 3            | «Not Out of High School Yet» | Gail Mancuso     | Josh Greenberg                                                 | 15 de febrero de 2023     | 1JVN06          | 2.26                 |
| 4            | 4            | «Not Dating Yet»             | Melanie Mayron   | Maggie Mull                                                    | 22 de febrero de 2023     | 1JVN04          | 2.38                 |
| 5            | 5            | «Not Moving on Yet»          | Dean Holland     | Chelsea Devantez                                               | 1 de marzo de 2023        | 1JVN05          | 2.16                 |
| 6            | 6            | «Not Ready to Share Yet»     | Chris Koch       | Becky Mann y Audra Sielaff                                     | 8 de marzo de 2023        | 1JVN03          | 2.11                 |
| 7            | 7            | «Not Out of the Game Yet»    | Shahrzad Davani  | Eddie Quintana                                                 | 15 de marzo de 2023       | 1JVN07          | 2.09                 |
| 8            | 8            | «Not Friends Yet»            | Gail Lerner      | Michael J. Feldman y Debbie Jhoon                              | 5 de abril de 2023        | 1JVN08          | 2.07                 |
| 9            | 9            | «Not Scattered Yet»          | Dean Holland     | Eddie Quintana, Michael J. Feldman y Debbie Jhoon              | 12 de abril de 2023       | 1JVN13          | 2.06                 |
| 10           | 10           | «Not Well Yet»               | Michael McDonald | Josh Greenberg                                                 | 19 de abril de 2023       | 1JVN12          | 2.28                 |
| 11           | 11           | «Not Feeling It Yet»         | Anya Adams       | Mattie Bayne                                                   | 26 de abril de 2023       | 1JVN09          | 1.65                 |
| 12           | 12           | «Not A Fairytale Yet»        | Claire Scanlon   | Marc Firek                                                     | 3 de mayo de 2023         | 1JVN10          | 2.10                 |
| 13           | 13           | «Not Just Yet»               | Dean Holland     | Guion de: Becky Mann y Audra Sielaff Historia de: Amy Sullivan | 3 de mayo de 2023         | 1JVN11          | 1.78                 |

### Segunda temporada (2024)
| N.º en serie | N.º en temp. | Título                 | Dirigido por     | Escrito por                       | Fecha de emisión original | Código de prod. | Audiencia (millones) |
| ------------ | ------------ | ---------------------- | ---------------- | --------------------------------- | ------------------------- | --------------- | -------------------- |
| 14           | 1            | «Not Owning It Yet»    | Dean Holland     | Marc Firek                        | 7 de febrero de 2024      | 2JVN01          | 2.56                 |
| 15           | 2            | «Not A Valentine Yet»  | Dean Holland     | Chelsea Devantez                  | 14 de febrero de 2024     | 2JVN02          | 2.59                 |
| 16           | 3            | «Not In the Cards Yet» | Michael McDonald | Debbie Jhoon y Michael J. Feldman | 21 de febrero de 2024     | 2JVN03          | 2.28                 |
| 17           | 4            | «Not Polite Yet»       | Melanie Mayron   | Eddie Quintana                    | 28 de febrero de 2024     | 2JVN04          | 2.33                 |
| 18           | 5            | «Not Solved Yet»       | Dean Holland     | Becky Mann y Audra Sielaff        | 13 de marzo de 2024       | 2JVN05          | 2.19                 |
| 19           | 6            | «Not Going Home Yet»   | Michael McDonald | Josh Greenberg                    | 20 de marzo de 2024       | 2JVN06          | 2.22                 |
| 20           | 7            | «Not In The Game Yet»  | Keith Powell     | Liz Astrof                        | 10 de abril de 2024       | 2JVN07          | 2.20                 |
| 21           | 8            | «Not You Yet»          | Natalia Anderson | Mattie Bayne                      | 17 de abril de 2024       | 2JVN08          | 2.11                 |
| 22           | 9            | «Not The End Yet»      | Melissa Fumero   | Grace Condon                      | 24 de abril de 2024       | 2JVN09          | 2.15                 |
| 23           | 10           | «Not A Ghost Yet»      | Dean Holland     | Casey Johnson y David Windsor     | 24 de abril de 2024       | 2JVN10          | 1.55                 |

## Producción

### Desarrollo
El 14 de febrero de 2022, Not Dead Yet recibió una orden de piloto por parte de ABC, basada en Confessions of a Forty-Something F**k Up de Alexandra Potter. El 13 de mayo de 2022, se anunció que se había ordenado la serie. La serie ha sido creada por David Windsor y Casey Johnson, que se encargarán de la producción ejecutiva junto a Gina Rodríguez, McG, Mary Viola y Corey Marsh. Dean Holland dirigió el piloto. La serie se estrenó el 8 de febrero de 2023. El 16 de mayo de 2023, ABC renovó la serie para una segunda temporada. La segunda temporada se estrenó el 7 de febrero de 2024. El 10 de mayo de 2024, ABC canceló la serie tras dos temporadas.

### Selección de reparto
El 29 de marzo de 2022, Gina Rodriguez fue elegida para el papel principal. El 5 de abril de 2022, Josh Banday, Jessica St. Clair, Mary Elizabeth Ellis, Angela Gibbs y Rick Glassman se unieron al reparto principal. El 14 de mayo de 2022, se informó de que St. Clair y Ellis no permanecerían en la serie debido a ajustes creativos. En agosto de 2022, Hannah Simone y Lauren Ash se unieron al reparto principal. El 11 de enero de 2023, se anunció que Martin Mull, Ed Begley Jr., Mo Collins, Deborah S. Craig, Telma Hopkins, Don Lake, Rhea Perlman, Paula Pell, Tony Plana, Brittany Snow y Julia Sweeney aparecerían en diferentes episodios como fantasmas. El 13 de diciembre de 2023, se informó de que Brad Garrett se había unido al reparto para la segunda temporada. El 30 de enero de 2024, se anunció que Wendie Malick, Nico Santos, Rob Corddry, Tommy Martinez, Lidia Porto, Annie O'Donnell, Jesse Garcia y Cedric Yarborough serán estrellas invitadas en la segunda temporada. Varios días después, se informó de que Chelsea Handler y Marla Gibbs habían sido elegidas para participar como estrellas invitadas. El 10 de abril de 2024, se anunció que Jenifer Lewis, Malcolm Barrett y Matt Walsh serán estrellas invitadas en la segunda temporada.

## Recepción

### Críticas
El sitio web de agregador de reseñas Rotten Tomatoes registró un índice de aprobación del 50%, basado en 16 reseñas, con una calificación promedio de 6.5/10. Metacritic, que utiliza una media ponderada, asignó una puntuación de 58 sobre 100, basada en 15 reseñas, lo que indica «críticas mixtas o medias».

### Audiencias
| Temporada | Horario (ET)                                                                     | Episodios | Primera emisión      | Primera emisión      | Última emisión      | Última emisión       | Prom. de espectadores (millones) |
| Temporada | Horario (ET)                                                                     | Episodios | Fecha                | Audiencia (millones) | Fecha               | Audiencia (millones) | Prom. de espectadores (millones) |
| --------- | -------------------------------------------------------------------------------- | --------- | -------------------- | -------------------- | ------------------- | -------------------- | -------------------------------- |
| 1         | miércoles 8:30 p. m. (1) miércoles 9:30 p. m (2–11, 13) miércoles 9:00 p. m (12) | 13        | 8 de febrero de 2023 | 3.61                 | 3 de mayo de 2023   | 1.78                 | 2.19                             |
| 2         | miércoles 8:30 p. m. (1–9) miércoles 9:00 p. m (10)                              | 10        | 7 de febrero de 2024 | 2.56                 | 24 de abril de 2024 | 2.15                 | 2.29                             |